# Кизилов, Леонид Иванович
Леонид Иванович Кизилов (род. 10 января 1949) — советский и российский спортсмен, Заслуженный тренер РСФСР по лёгкой атлетике (1990).

## Биография
В 1973 году окончил Свердловский государственный педагогический институт, после чего был призван на срочную службу в ряды Советской армии. После демобилизации из рядов вооружённых сил начал работу преподавателем на кафедре физвоспитания Уральского политехнического института. Под его руководством проходила спортивную подготовку призёр чемпионатов СССР (1981, 1983) и мастер спорта международного класса Марина Спирина.
В 1983 году приглашён работать в свердловскую Школу высшего спортивного мастерства тренером-преподавателем по легкой атлетике. За время своей работы в школе подготовил чемпионов Мира Елизавету Чернышёву и Заслуженного мастера спорта Елену Андрееву, а также серебряного призёра Летних Олимпийских игр 2004 года Ирину Хабарову. В 1994—1996 годах участвовал в подготовке сборной команды России по лёгкой атлетике.
В 1990 году был удостоен звания «Заслуженный тренер РСФСР». В 1999 году также был награждён почётным знаком «Отличник физической культуры и спорта».
Ныне является старшим тренером-преподавателем по лёгкой атлетике и председателем тренерского совета в Екатеринбургской школе высшего спортивного мастерства.